# ᜇ
En el sistema de escritura de baybayin, la letra ᜇ es un carácter silábico que se corresponde con el sonido da; y ra. 

## Uso
Si un punto se añade a la parte superior (ᜇᜒ), el sonido se convierte en un sonido dé o di; y ré o ri, por su parte, si un punto se añade a la parte inferior (ᜇᜓ), el sonido se convierte en un sonido do o dú; y ro o rú. El sonido se convierte en una consonante d; y r si un virama se agrega a la parte inferior (ᜇ᜔). 

### Sílaba ra
El filipino no tenía el sonido r, por lo que no existía un silabograma para expresar esta consonante. Con la influencia española y estadounidense algunos autores han sentido la necesidad de añadir una letra baybayin para expresarlo. 
Una primera forma de un carácter para 'ra' aparece recogida en el libro Estudio de los antiguos alfabetos Filipinos de Cipriano Marcilla y Martin, escrito en el año 1895. En su página 23 recoge un alfabeto que había sido recogido por un monje agustino en 1601 en Zambales. Esta forma parece una beta griega minúscula pero con tres lóbulos en vez de dos.
No obstante tiene cierto uso una modificación de la letra da, alterada con una corta barra colocada que nace de su parte inferior. Este carácter, junto la forma arcaica anteriormente descrita, fue añadida al estándar Unicode con posterioridad, por lo que muchos sistemas carecen de compatibilidad para mostrarla.

Ra arcaica
Ra moderna

## Unicode
Esta letra tiene el código de Unicode U+1707, situado en el bloque tagalo. La propuesta original del bloque tagalo dejaba un hueco para el carácter ra, que solo fue aprobado en la versión 14.0 de 2019, 18 años después de la inclusión del bloque tágalo.
| Carácter      | ᜇ                 | ᜇ                 | ᜍ                 | ᜍ                 | ᜟ                        | ᜟ                        |
| ------------- | ----------------- | ----------------- | ----------------- | ----------------- | ------------------------ | ------------------------ |
| Unicode       | TAGALOG LETTER DA | TAGALOG LETTER DA | TAGALOG LETTER RA | TAGALOG LETTER RA | TAGALOG LETTER ARCHAIC R | TAGALOG LETTER ARCHAIC R |
| Codificación  | decimal           | hex               | decimal           | hex               | decimal                  | hex                      |
| Unicode       | 5895              | U+1707            | 5901              | U+170D            | 5919                     | U+171F                   |
| UTF-8         | 225 156 135       | E1 9C 87          | 225 156 141       | E1 9C 8D          | 225 156 159              | E1 9C 9F                 |
| Ref. numérica | &#5895;           | &#x1707;          | &#5901;           | &#x170D;          | &#5919;                  | &#x171F;                 |